# Ercole Castaldo
Ercole Castaldo (Torre Annunziata, 14 febbraio 1926 – Parigi, 27 giugno 2006) è stato un calciatore, allenatore di calcio e dirigente sportivo italiano, di ruolo attaccante.
Alla sua memoria è stato dedicato un torneo giovanile che si svolge a Torre Annunziata.

## Carriera

### Giocatore
Cresciuto nella Torrese di Torre Annunziata, fu scoperto da Enrico Colombari. Giovanissimo partecipò alla Coppa della Liberazione, andando anche a segno nella vittoria contro la Salernitana che poi avrebbe vinto quel torneo. Prese parte anche al Campionato campano del 1945 e fece il suo esordio in Serie C il 28 ottobre 1945 sempre con la squadra della sua città, divenuta nel frattempo Ilva Torrese, con cui ottenne la promozione in Serie B. In serie cadetta debuttò il 22 settembre 1946, in Brindisi-Torrese 1-1, mentre la prima rete venne siglata il 6 ottobre dello stesso anno.
Nel 1947 passa alla Salernitana, ma Gipo Viani non ritenendolo all'altezza per l'esordio in massima serie lo spedisce in prestito all'Empoli in serie B, dove va a rimpiazzare Benito Lorenzi che nel frattempo è passato all'Inter.
Ha disputato 6 campionati in Serie A con le maglie di Udinese ed Alessandria, totalizzando complessivamente 130 presenze e 18 reti. Con 6 reti all'attivo in 25 incontri disputati, ha contribuito alla miglior stagione della storia dell'Udinese (annata 1954-1955, chiusa dai friulani al secondo posto). Con la maglia dell'Alessandria, nel campionato 1958-1959, fu compagno di squadra dell'esordiente Gianni Rivera.

Ha collezionato una presenza con la Nazionale italiana under 23.
Ha inoltre collezionato 168 presenze e 47 reti in Serie B nelle file di Empoli, Salernitana, Udinese ed Alessandria, centrando due promozioni consecutive in massima serie (Udinese 1955-1956 e Alessandria 1956-1957), e raggiungendo la ragguardevole quota di 17 reti all'attivo nella stagione 1948-1949 con la Salernitana.

### Allenatore
Ha intrapreso la carriera da allenatore nei primi anni sessanta, ricoprendo il doppio ruolo di allenatore-giocatore con la Cirio. In occasione di uno spareggio col Crotone, subisce una squalifica a vita per aggressione all'arbitro, successivamente ridotta a due anni
Prosegue la carriera guidando fra l'altro il Savoia, squadra della sua città, dal 1961 al 1963, e nel 1981-1982, quando sostituì Mario Trebbi a campionato in corso). Guidò anche il Valdiano nel campionato di Serie C2 1987-1988. Dalla stagione 1964-1965 fu alla guida del Diaz Ottaviano, con cui, al termine della stagione 1965-1966 ottenne la promozione dalla Prima Categoria alla Promozione.

### Dirigente
È stato dirigente sportivo del Savoia nel 1980 nel campionato di Serie C2.

## Palmarès

### Giocatore

#### Competizioni regionali
- Prima Categoria: 1

Savoia: 1963-1964 (girone campano)